# WWE Hardcore Championship
O World Wrestling Federation (WWF) Hardcore Championship foi um título de hardcore wrestling disputado na World Wrestling Entertainment (antes conhecida como World Wrestling Federation), sendo disputado sob "regras hardcore", não havendo desqualificações, contagens e com pinfalls podendo acontecer em qualquer lugar. Mais tarde na história do título, uma regras chamada "24/7" foi criada, o que permitia qualquer um desafiar o campeão pelo título em qualquer lugar e a qualquer hora.

## História
Vince McMahon deu o título à Mankind (Mick Foley), originalmente sob o nome World Wrestling Federation (WWF) Hardcore Championship, em 2 de novembro de 1998. Após perder o título para The Big Boss Man, Mankind nunca tentou ganhá-lo novamente. Na época, o título deveria ser usado em segmentos cômicos. Com o crescimento da popularidade do hardcore wrestling, a World Championship Wrestling criou seu próprio Hardcore Championship, assim como várias promoções independentes.

### Regra 24/7
Quando Crash Holly ganhou o título, introduziu a regra "24/7", que permitiria que o título fosse defendido em qualquer lugar e a qualquer hora, contanto que um árbitro estivesse presente para oficializar a luta. Isso criou vários momentos cômicos, com o título mudando de mãos enquanto o campeão dormia, e um segmento no SmackDown! onde os Headbangers perseguiram Crash Holly pelo parque de diversões Funtime USA no Brooklyn, Nova Iorque. No WrestleMania X8, o campeão Maven defendeu o título contra Goldust. Após ambos estarem nocauteados, Spike Dudley fez o pinfall em Maven, ganhando o título. Nos bastidores, The Hurricane derrotou Spike para ganhar o título. Mighty Molly (parceira de The Hurricane) atacou Hurricane pelas costas, ganhando o título. Ela foi nocauteado por uma portada de Christian, que ganhou o título. Quando Christian estava deixando a arena em um táxi, foi atacado por Maven, que reconquistou o título.
Em outra ocasião, Trish Stratus enfrentou Jazz (com o então Campeão Hardcore Stevie Richards) pelo WWE Women's Championship, sendo derrotada após interferência de Richards. Após a luta, Bubba Ray Dudley atacou Richards e se tornou Campeão Hardcore. Raven apareceu e atacou Bubba, se tornando campeão, sendo logo derrotado por Justin Credible. Justin foi derrotado por Crash Holly, que se tornou o novo campeão. Stratus acabou se tornando a nova campeã, mas Richards recuperou o título em seguida.
Durante a existência do título, quatro mulheres foram campeãs: Molly Holly, Trish Stratus, Terri Runnels e Bobcat. O título também mudaria de mãos em eventos não televisionados.
A regra acabou em 19 de agosto de 2002, quando o Gerente Geral do Raw Eric Bischoff a suspendeu após Tommy Dreamer ganhar o título em uma Battle Royal.

### Unificação e aposentadoria
O título foi aposentado em 26 de agosto de 2002, quando o Campeão Intercontinental Rob Van Dam derrotou o Campeão Hardcore Tommy Dreamer para unificar os títulos.
No Raw de 23 de junho de 2003, Mick Foley recebeu o WWE Hardcore Championship de Stone Cold Steve Austin por sua contribuição no hardcore wrestling. Edge e Foley passaram a se considerar co-campeões em 2006.

### Origem do cinturão
O cinturão do WWE Hardcore Championship é uma réplica do cinturão "Winged Eagle" WWF Championship que foi quebrado e depois colado com fita-adesiva com as palavras "Hardcore" e "Champion" escritas em caneta permanente.
Quando Bradshaw ganhou o título em junho de 2002, ele o renomeou Texas Hardcore Championship, com um novo design: uma bandeira americana com chifres de touro. Tommy Dreamer também usava um design diferente, com uma placa de Nova Iorque.

### Possível retorno (2011)
Em 27 de outubro de 2011, o website oficial da WWE publicou um artigo advogando a volta do título. Entre outros motivos, o artigo fazia referência à imprevisibilidade da disputa pelo título e o alto número de mudança de campeões.
Após o retorno de Mick Foley, o website atualizou o artigo, pedindo diretamente para Foley trazer o título de volta.